# 阿夫勒希
阿夫勒希（法語：Avrechy，法語發音：[avʁəʃi]）是法国瓦兹省的一个市镇，属于克莱蒙区。

## 地理
阿夫勒希（49°26'49"N, 2°25'34"E）面积12.39 平方千米，位于法国上法蘭西大區瓦兹省，该省份为法国北部内陆省份，北起索姆省，西接厄尔省和滨海塞纳省，南至塞纳-马恩省和瓦兹河谷省，东临埃纳省。
与阿夫勒希接壤的市镇（或旧市镇、城区）包括：圣雷米昂洛、艾里永、屈尼耶尔、埃图伊、富尔尼瓦勒、拉梅库尔。

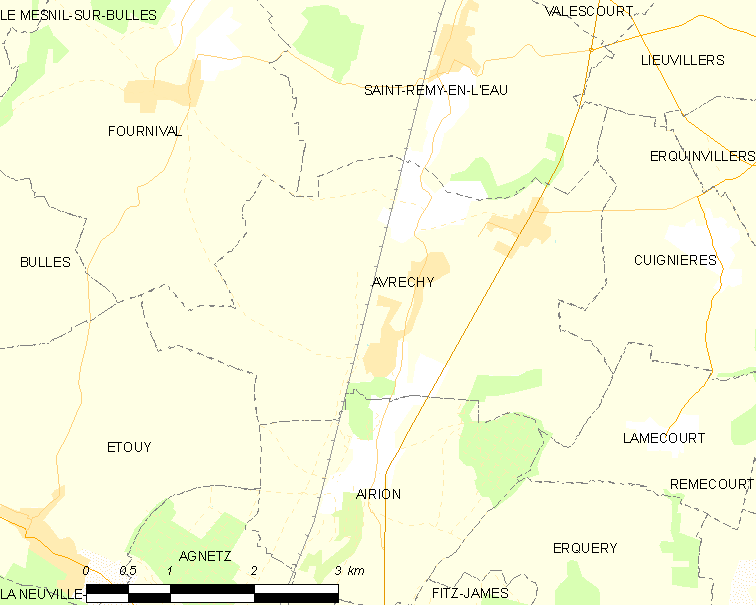
阿夫勒希的OSM定位图

阿夫勒希的时区为UTC+01:00、UTC+02:00（夏令时）。

## 行政
阿夫勒希的邮政编码为60130，INSEE市镇编码为60034。

## 政治
阿夫勒希所属的省级选区为圣瑞斯特昂绍塞县。

## 人口

1962-2008年间阿夫勒希人口变化图示

阿夫勒希于2022年1月1日时的人口数量为1154人。